# Draconarius patellabifidus
Draconarius patellabifidus là một loài nhện trong họ Amaurobiidae.
Loài này thuộc chi Draconarius. Draconarius patellabifidus được Jia-Fu Wang miêu tả năm 2003.